# Réseau national de surveillance aérobiologique
Le Réseau national de surveillance aérobiologique (RNSA) est une association loi de 1901 créée en 1996 afin de poursuivre les travaux réalisés depuis 1985 par le laboratoire d'aérobiologie de l'Institut Pasteur à Paris.
Dans son bulletin du 21 mars 2025, le RNSA annonce publier sa dernière carte et fermer, faute de financement public. L'association est placée en liquidation judiciaire le 26 mars 2025. La cartographie des risques d'allergie est reprise par les AASQA dès le mois d'avril 2025.

## Objet
Selon le site de l'association, le réseau a pour objet principal l'étude du contenu de l'air en particules biologiques pouvant avoir une incidence sur le risque allergique pour la population. C'est-à-dire l'étude du contenu de l'air en pollens et en moisissures, ainsi que du recueil des données cliniques associées.
Le RNSA est doté d'un conseil d'administration (composé de cliniciens, d'analystes et de membres fonctionnels) , d'un conseil scientifique (composé de membres nommés par la Direction Générale de la Santé, l'Institut de veille sanitaire, le Conseil Supérieur d'Hygiène publique). Il compte parmi ses membres et se trouve être en relation avec les spécialistes en allergologie, en palynologie et en analyses biologiques.

## Publications

### Site internet
Les données fournies par le site internet de l'association sont régulièrement actualisées : Elles peuvent faire l'objet de modifications ou d'invalidations postérieures à leur diffusion.

### Prévisions du risque allergique
Le Réseau offre la possibilité de s'inscrire en ligne pour recevoir chaque semaine par e-mail les prévisions du risque allergique des départements de votre choix et pour les familles de plantes allergènes de votre choix.

### Bulletins périodiques
- Bulletin allergo-pollinique
- Bulletin moisissures
- Bulletin phénologique